# Sân bay quốc tế Sana'a
Sân bay quốc tế Sana'a (IATA: SAH, ICAO: OYSN) là một sân bay ở Sana'a, thủ đô Yemen. Hiện sân bay này có một nhà ga. Nhà ga số 2 sẽ hoàn thành năm 2009.

## Các hãng hàng không và các tuyến điểm
- Air Arabia (Sharjah)
- EgyptAir (Cairo)
- Emirates (Dubai)
- Ethiopian Airlines (Addis Ababa)
- Gulf Air (Bahrain)
- Lufthansa (Frankfurt, Riyadh)
- Qatar Airways (Doha)
- Royal Jordanian (Amman)
- Saudi Arabian Airlines (Jeddah)
- Syrian Arab Airlines (Damascus)
- Turkish Airlines (Istanbul-Atatürk)
- Yemenia (Abu Dhabi, Addis Ababa, Aden, Amman, Asmara, Bahrain, Beirut, Cairo, Damascus, Dar Es Salaam, Dhaka, Djibouti, Doha, Dubai, Frankfurt, Guangzhou, Hodeidah, Jakarta, Jeddah, Johannesburg, Karachi, Khartoum, Kuala Lumpur, Kuwait, London-Heathrow, Los Angeles, Marseilles, Moroni, Mumbai, New York-JFK, Paris-Charles de Gaulle, Riyadh, Riyan, Roma-Fiumicino, Seiyun, Socotra, Taiz)